# Oratorio di Santa Maria delle Grazie (Vetulonia)
L'oratorio di Santa Maria delle Grazie si trova a Vetulonia, frazione del comune di Castiglione della Pescaia, in via della Madonna, nei pressi della cinta muraria etrusca. È stato sede della "Compagnia dei Santi Fabiano e Sebastiano".

## Descrizione
La costruzione, molto rimaneggiata, si presenta in forme architettoniche molto semplici con una facciata a capanna il cui portale è sovrastato da una finestra dalla cornice sagomata.
L'interno presenta un'unica aula con copertura a capanna e volte decorate con stucchi recenti. 
Un altare settecentesco in gesso incornicia l'affresco con la Madonna col Bambino fra i Santi Fabiano e Sebastiano, databile nella seconda metà del Quattrocento ma poi completamente ridipinto nel 1909 da G.Casucci su commissione di Teresa Guidi come si può leggere nella lapide commemorativa collocata sulla sinistra.